# Ruth Gustafson
Ruth Valborg Maria Gustafson, ogift Pettersson, född 8 juli 1881 i Hedvig Eleonora församling, Stockholm, död 5 april 1960 i Katarina församling, Stockholm, var en svensk redaktör, kvinnorättsaktivist och riksdagsledamot (socialdemokrat).

## Biografi
Ruth Gustafson arbetade ursprungligen som sömmerska. Hon blev medlem i Socialdemokraterna 1902 genom anslutning till Stockholms allmänna kvinnoklubb, och blev också medlem i det socialdemokratiska ungdomsförbundet och i Landsföreningen för kvinnans politiska rösträtt (LKPR) från dess grundande 1902. Hon verkade tidigt för kvinnors fackliga engagemang, och var 1903–1906 styrelseledamot i Kvinnornas fackförbund. 
Hon var aktiv som agitator i arbetarekommuner och fackföreningar, inspirerad av Anna Sterky och Kata Dalström. På de socialdemokratiska kvinnokonferenserna, vars arbetsutskott hon var ordförande i 1908–1910, pläderade hon för erkännandet av fria äktenskap, ekonomiskt stöd åt gifta och ogifta mödrar, samt skyddsåtgärder för barn under 15 år som arbetade i industrin. Åren 1920–1932 var hon styrelseledamot i det socialdemokratiska kvinnoförbundet. 
Åren 1909–1910 och 1919–1921 var hon redaktör för den socialdemokratiska kvinnotidskriften Morgonbris. Då en motion om kvinnlig rösträtt hade röstats ned i riksdagen 1918 hölls ett protestmöte i Stockholm, där Gulli Petrini talade som representant för de frisinnade och Gustafsson för socialdemokraterna. Gustafsson talade också vid LKPR:s fest i maj 1919, då rörelsen firade att den uppnått sitt mål och kvinnlig rösträtt var införd.  
Hon satt i Stockholms stadsfullmäktige 1919–1938 och var ledamot av riksdagens andra kammare 1933–1948, invald för Stockholms stads valkrets.

### Privatliv
Ruth Gustafson var dotter till verkmästaren Fredrik Teodor Pettersson och Anna Lovisa, född Johansson. Hon var åren 1912–1934 gift med redaktören och riksdagsmannen Hjalmar Gustafson. Tillsammans fick de tre barn, däribland översättaren Vanja, gift Lantz.
Gustafson är begravd på Skogskyrkogården i Stockholm.